# رانون ویلیامز
رانون ویلیامز (انگلیسی: Ronwen Williams؛ زادهٔ ۲۱ ژانویهٔ ۱۹۹۲) بازیکن فوتبال اهل آفریقای جنوبی است.
از باشگاه‌هایی که در آن بازی کرده‌است می‌توان به مملودی سانداونز اشاره کرد.
وی همچنین در تیم‌های ملی فوتبال زیر ۲۳ سال و بزرگسالان آفریقای جنوبی بازی کرده‌است.
او در لیگ ملت های آفریقا۲۰۲۳ توانست با مهار ۴ پنالتی از پنج پنالتی ممکن تیمش را به مرحله بعدی این رقابت ها ببرد